# Энн Сэвидж
Энн Сэвидж (англ. Ann Savage), урождённая Бернис Максин Лион (англ. Bernice Maxine Lyon), 19 февраля 1921 — 25 декабря 2008) — американская актриса, звезда фильмов-нуар 1940-х годов.

## Биография
Будущая актриса родилась в Южной Каролине, а после смерти отца вместе с матерью переехала в Лос-Анджелес. Проживание вблизи «фабрики грёз» побудило её стать актрисой. Ей удалось выделиться на фоне огромного числа молодых девушек, желающих пробиться в кино, и в 1943 году она дебютировала на студии «Columbia Pictures».
В годы Второй мировой войны Сэвидж снималась для журнала «Esquire» в качестве pin-up girl. Успеха она добилась в 1945 году, сыграв Веру в крайне малобюджетном фильме-нуар «Объезд». Эта роль принесла Сэвидж признание не только в США, но и в Европе, где лондонская «The Guardian» называла актрису «Гарбо нашего времени». До конца десятилетия актриса исполнила ещё полдюжины успешных ролей, а в начале 1950-х несколько раз появилась в телесериалах. Отсутствие новых достойных ролей в кино побудило актрису в 1953 году прекратить сниматься.
В дальнейшем Сэвидж вела довольно активную жизнь: брала уроки управления самолётами, после чего очень увлеклась полётами, посещала курсы секретарей, а также стала совладельцем компании по производству инструментов. Будучи одной из звёзд «Золотого века» Голливуда, она с энтузиазмом участвовала в деятельности совета «Голливудское наследие», направленного на сохранение множества ценных вещей, связанных с кинематографом тех лет.
В 1986 году Энн Сэвидж неожиданно вернулась на большой экран, сыграв монахиню в романтической драме «Клин клином». Затем она вновь не снималась в течение двадцати лет, а в 2007 году вновь привлекла к себе внимание и толпы новых поклонников, сыграв мать Гая Мэддина в его фильме «Мой Виннипег», причудливой мелодраматической драме о его родном городе. Успешное возобновление кинокарьеры побудило Сэвидж создать собственную страницу на MySpace. Но в итоге несколько перенесённых ею инсультов привели актрису в больницу Дома актёров кино и телевидения в Вудленд-Хиллз, где в результате осложнений 25 декабря 2008 года она умерла. Актриса была похоронена в Голливуде на кладбище «Hollywood Forever».
В 2005 году Американская академия кино присвоила Энн Сэвидж статус «легенды и иконы кинематографа», а в 2007 году журнал «Time» включил её героиню Веру в список «25 величайших кинозлодеев».